# Ahmed II
Ahmed II, de son nom Ahmed ben Ali (en arabe :احمد ابن علي خوجه, Ahmad ben Ali Khoudja), est un pacha-dey d'Alger, qui règne entre 1805 et 1808 (1220 à 1223 de l'Hégire).

## Biographie
À la tête d'une révolte, Ahmed ben Ali, ministre de la marine de la régence (Ouakil al-kharadj) fait assassiner par sa milice Mustafa II, pacha-dey d'Alger, le 31 août 1805 et est nommé nouveau dey d'Alger.
En 1807 sous la menace de Napoléon Bonaparte, il libère 106 esclaves génois et sardes. Ayant besoin d'argent, pour s'engager dans une guerre couteuse contre Tunis, et pour avoir le soutien financier des Danois et des Hollandais, il libère les consuls emprisonnés de ces pays. 
Ahmed meurt assassiné le 7 novembre 1808, lors d'une mutinerie déchaînée par son successeur Ali.